# Raión de Buda-Kashalyowa
Buda-Kashalyowa (en bielorruso: Буда-Кашалёўскі раён) es un raión o distrito de Bielorrusia, en la provincia (óblast) de Gómel. Su capital es Buda-Kashaliova.
Comprende una superficie de 1595 km².

## Demografía
Según estimación 2010 contaba con una población total de 35738 habitantes.

## Subdivisiones
Comprende la ciudad subdistrital de Buda-Kashaliova (la capital), el asentamiento de tipo urbano de Uváravichy y los siguientes 14 consejos rurales:
- Aktsiabr
- Húbichy
- Staraya Husiavitsa
- Kamunar
- Kashaliova
- Kryusk
- Lípinichy
- Mazóravichy
- Mikalayeuka
- Patapauka
- Rahín
- Uzá
- Chabatóvichy
- Shyrókaye